# Arvydas Janonis
Arvydas Janonis (Kėdainiai, 6 novembre 1960) è un ex calciatore sovietico dal 1991 lituano, di ruolo difensore.

## Palmarès

### Club

#### Competizioni nazionali
- Pervaja Liga: 1

Žalgiris: 1982

### Nazionale
- Oro olimpico: 1

Seul 1988